# إموري جاي هايد
إموري جاي هايد (بالإنجليزية: Emory J. Hyde)‏ هو لاعب كرة قدم أمريكية أمريكي، ولد في مايو 1879 في ميشيغان في الولايات المتحدة، وتوفي في 6 يونيو 1956 في توسان في الولايات المتحدة.